# جزيرة بيناوا الكبرى
جزيرة بيناوا الكبرى وهي جزيرة من جزر إندونيسيا، وتقع مقاطعة بيناجام باسر الشمالية في إقليم كالمنتان الشرقية في إندونيسيا.